# Bólints Tibi!
A Bólints Tibi! a Republic stúdióalbuma 2012-ből, az utolsó stúdiófelvételek a 2013-ban elhunyt Cipővel.
Az album címe egy régi szurkolói rigmus, amellyel Nyilasi Tibort biztatták fejelésre.

## Dalok
1. Egy szó, egy hang (Cipő)
2. Takard be magad! (Boros Csaba–Bódi László)
3. Lőjél szét, Bruce Willis (Patai Tamás–Tóth Zoltán)
4. Úgy megyünk (Tóth Zoltán)
5. Nem félek a sárkánytól (Boros Csaba–Bódi László)
6. Szép álmokat! (Boros Csaba)
7. A hídon át (Tóth Zoltán–Bódi László)
8. Távolodó síneken (Tóth Zoltán)
9. Hulla-hopp, ha meghalok!!! (Patai Tamás–Bódi László)
10. Ha elfogy majd a Hold (Kóborló szél) (Tóth Zoltán)
11. Jelena és a Krím-félsziget (Bódi László)

A lemezen a dalok között 12 átkötő szöveg található, így összesen 23 track-et tartalmaz. Az átkötő szövegek egy labdarúgómeccs kommentárjait hivatottak megeleveníteni. A páratlan trackek az átkötő szövegek, a párosak a dalok.

## Közreműködtek
- Tóth Zoltán – elektromos gitár, Roland A90 Master keyboard, ének, vokál, egyebek
- Patai Tamás – Fender Stratocaster, Washburn N4 gitárok, vokál
- Nagy László Attila – Gretch dobok, Roland TD20 KX, ütőhangszerek
- Boros Csaba – Cimar Precision bass 2066 BS basszusgitár, Hammond orgona, ének, vokál
- „Cipő” – ének, zongora
- Szabó András – hegedű
- Halász Gábor – Takamine EF261San, Aria Sandpiper akusztikus gitárok
- „Brúnó” Mátthé László – csörgő, kolomp
- Bordás Anasztázia – ének (Ha elfogy majd a Hold (Kóborló szél))

## Toplistás szereplése
Az album a Mahasz Top 40-es eladási listáján  15 héten át szerepelt, legjobb helyezése 6. volt. A 2012-es éves összesített listán az eladott példányszámok alapján a 71. helyen végzett.

## Videóklip
- Kóborló szél